# 안전성평가연구소

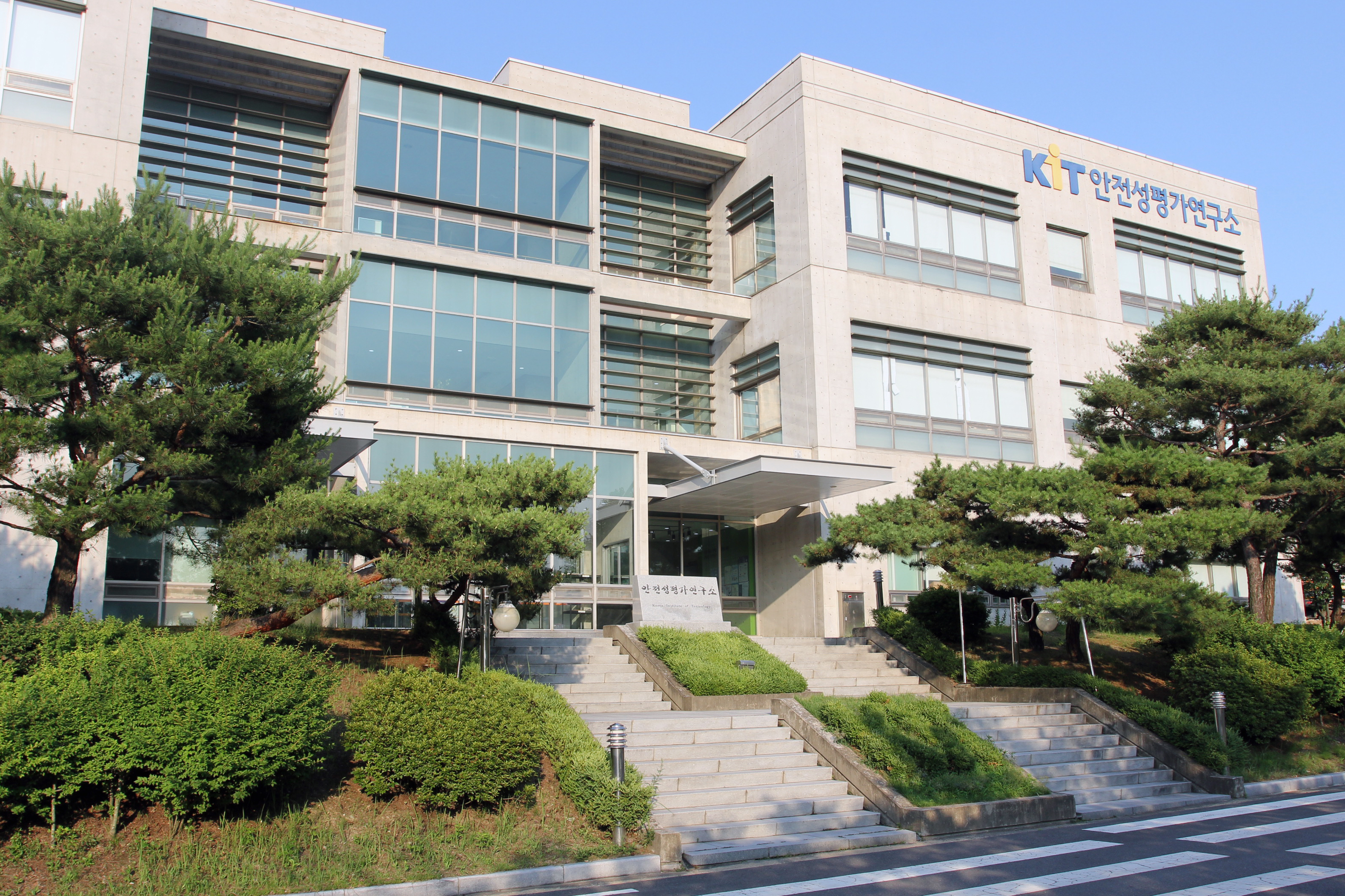
안전성평가연구소

안전성평가연구소(安全性評價硏究所, Korea Institute of Toxicology 약칭:KIT)는 신약이나 산업화학물질 등이 인간의 건강이나 자연환경에 미치는 영향을 비임상적인 방법으로 연구·개발을 주도하고, 관련분야 전문시험서비스를 제공함으로써 국민보건향상과 인류복지증대에 이바지함으로 목적으로 설립된 대한민국 과학기술정보통신부 산하 한국화학연구원 부설기관이다. 대전광역시 유성구 가정로 141에 위치하고 있다.

## 연혁
- 1980년 과학기술처에서 화학물질 안전성연구에 대한 마스터플랜 수립
- 1982년 한국과학기술연구원 내에 안전성연구실 설치
- 1984년 한국과학기술연구원에서 한국화학연구소로 이관
- 1986년 GLP 시험연구동 준공
- 1987년 안전성연구센터 설립
- 1988년 환경부로부터 GLP적격 시험기관 인증
- 1998년 일본 농림수산성으로부터 GLP적격 시험기관 인증
- 1999년 환경부로부터 GLP적격 시험기관 재인증
- 2000년 OECD 상호방문평가
- 2002년 한국화학연구원 부설 안전성평가연구소로 독립
- 2003년 안전성시험연구동 가동 / 영장류 독성시험 실시
- 2004년 AAALAC Int'I(국제실험동물관리평가인증협회) 재인증
- 2005년 전북흡입안전성연구본부 설립 추진
- 2006년 경남환경독성본부 설립 추진
- 2007년 AAALAC Int'I(국제실험동물관리평가인증협회) 재인증
- 2008년 전북흡입안전성연구본부 흡입시험동 완공
- 2010년 전북흡입안전성연구본부 완공
- 2012년 경남환경독성본부 완공
- 2013년 미국 FDA 실태조사 결과 적격(VAI)인정
- 2015년 전북흡입안전성연구본부 미니픽 시험동 착공
- 2016년 전북흡입안전성연구본부 미니픽 시험동 완공

## 조직

### 안전성평가연구소장
- 송창우(2018.5.23 ~ )
- 정은주(2021.5~ )

### 기술협본부
- 중소기업협력센터
- 산업지원팀
- 글로벌협력팀

### 예측독성연구본부
- 시스템독성연구센터
- 예측모델연구센터

### 융합독성연구본부
- 운영지원팀
- 독성평가연구센터
- 병리분석연구센터
- 첨단독성연구센터

### 경영본부

###### 전략기획실
- 정책조정팀
- 기획예산팀
- 정보전산팀
- 문화홍보팀

###### 행정관리실
- 총무구매팀
- 인사재무팀
- 안전시설팀
- 전북행정지원팀
- 경남행정지원팀

### 전북흡입안전성연구본부
- 비임상시험지원센터
- 흡입독성연구센터
- 동물모델연구센터

### 경남환경독성본부
- 경남생명자원연구센터
- 미래환경연구센터
- 환경독성연구센터